# Fetišizem
Fetiš (izvira iz francoske besede fétiche, ki prihaja iz  portugalske besede feitiço; ta pa ima korenine v latinski besedi facticius, "umeten" and facere, "izdelati") je predmet, ki naj bi imel nadnaravne moči, ali natančneje, predmet človeške izdelave, ki naj bi imel moč nad ljudmi. Fetišizem je pravzaprav kulturološko pripisovanje pripadajoče vrednosti ali moči predmetu.

## Zgodovina
Sprva so Portugalci razvili koncept fetišizma, ko so se nanašali na predmete, ki so jih uporabljali verski kulti domorodcev v Zahodni Afriki.
Leta 1825 je Auguste Comte uporabil ta koncept v svoji teoriji evolucije religije, kjer je fetišizem postavil za najzgodnejšo stopnjo verstva, sledita pa mu politeizem in monoteizem. Skupaj tvorijo prvo stopnjo njegovega Zakona o treh stopnjah.
Etnografija in antropologija med fetiše uvrščata tudi nekatere artefakte monoteističnih verstev, na primer Sveti križ in hostije.
V 19. in 20. stoletju sta Tylor in McLennan, zgodovinarja verstev, zapisala, da koncept fetišizma preusmerja pozornost z odnosa med človekom in Bogom na odnos med človekom in predmeti, zaradi česar so se uveljavili napačni vzorci posledičnosti naravnih dogodkov. Zgodovinsko in sociološko gledano, je bil to zanju osrednji problem.

## Običaji
V teoriji je fetišizem prisoten v vseh verstvih, a uporaba koncepta v verskih študijah izvira iz preučevanja tradicionalnih verstev Zahodne Afrike in vzhodnoafriškega vuduja.
Kri se mnogokrat šteje za posebej močan fetiš ali sestavni del fetišev, poleg drugih predmetov in snovi, kot so kosti, krzno, kremplji, perje, dragi kamni, voda iz določenih krajev, določene vrste rastlin in les.

## Posvetni fetišizem
V 19. stoletju sta se pojavili dve teoriji fetišizma izven verske sfere. Prva je bila Marxova ideja o fetišu udobja, v katerem predmeti narekujejo družbene dejavnosti, ki jih proizvajajo. Druga teorija je bila delo Alfreda Bineta, ki je skoval izraz spolni fetišizem, kjer predmet nadomesti človeka kot spolni objekt. Učenjaki so odtlej razvijali teoriji in s tem vplivali na antropološko razumevanje fetišizma nasploh.